# Dalila Jakupović
Dalila Jakupović (24 de marzo de 1991) es una jugadora de tenis eslovena.
Jakupović ha ganado cuatro singles y seis títulos de dobles en la gira ITF a lo largo de su carrera. 
El 24 de septiembre de 2018, logró alcanzar la que a fecha de abril de 2017 es su mejor posición, en el puesto 85 a nivel mundial. El 10 de septiembre de 2018, alcanzó el puesto número 38 del mundo en el ranking de dobles.
Como jugadora por Eslovenia en la Fed Cup, Jakupović tiene un récord de 1 partido ganado y 4 partidos perdidos, a fecha de abril de 2017. 
Ella hizo su debut en Grand Slam en el Torneo de Roland Garros 2018. Entró al cuadro principal como Lucky Loser al entrar por Timea Bacsinszky.

## Títulos WTA (2; 0+2)

### Dobles (2)
| Leyenda                    |
| -------------------------- |
| Grand Slam (0)             |
| Juegos Olímpicos (0)       |
| WTA Tour Championships (0) |
| Premier Mandatory (0)      |
| Premier 5 (0)              |
| Premier (0)                |
| International (2)          |

| N.º | Fecha               | Torneos  | Superficie    | Pareja            | Oponentes en la final         | Resultado   |
| --- | ------------------- | -------- | ------------- | ----------------- | ----------------------------- | ----------- |
| 1.  | 30 de abril de 2017 | Estambul | Tierra batida | Nadia Kichenok    | Nicole Melichar Elise Mertens | 7-6(6), 6-2 |
| 2.  | 15 de abril de 2018 | Bogotá   | Tierra batida | Irina Khromacheva | Mariana Duque Nadia Podoroska | 6-3, 6-4    |

#### Finalista (3)
| N.º | Fecha                    | Torneos   | Superficie | Pareja             | Oponentes en la final          | Resultado   |
| --- | ------------------------ | --------- | ---------- | ------------------ | ------------------------------ | ----------- |
| 1.  | 9 de abril de 2017       | Monterrey | Dura       | Nadia Kichenok     | Nao Hibino Alicja Rosolska     | 2-6, 6-7(4) |
| 2.  | 15 de octubre de 2017    | Tianjin   | Dura       | Nina Stojanović    | Irina-Camelia Begu Sara Errani | 4-6, 3-6    |
| 3.  | 28 de septiembre de 2019 | Tashkent  | Dura       | Sabrina Santamaria | Hayley Carter Luisa Stefani    | 3-6, 6-7(4) |

## Títulos WTA 125s (5; 0+5)
| Leyenda  | Individuales | Dobles |
| -------- | ------------ | ------ |
| WTA 125s | 0            | 5      |

### Individual (0)

#### Finalista (1)
| N.º | Fecha                   | Torneo | Superficie | Oponentes       | Resultado |
| --- | ----------------------- | ------ | ---------- | --------------- | --------- |
| 1.  | 26 de noviembre de 2017 | Mumbai | Dura       | Aryna Sabalenka | 2-6, 3-6  |

### Dobles (5)
| N.º | Fecha                    | Torneos  | Superficie    | Pareja             | Oponentes                          | Resultado        |
| --- | ------------------------ | -------- | ------------- | ------------------ | ---------------------------------- | ---------------- |
| 1.  | 5 de mayo de 2018        | Iasi     | Tierra batida | Irina Khromacheva  | Guo Hanyu Sun Xuliu                | 6-1, 6-1         |
| 2.  | 5 de junio de 2022       | Makarska | Tierra batida | Tena Lukas         | Olga Danilović Aleksandra Krunić   | 5-7, 6-2, [10-5] |
| 3.  | 23 de julio de 2023      | Iasi     | Tierra batida | Veronika Erjavec   | Irina Bara Monica Niculescu        | 6-4, 6-4         |
| 4.  | 23 de septiembre de 2023 | Parma    | Tierra batida | Irina Khromacheva  | Anna Bondar Kimberley Zimmermann   | 6-2, 6-3         |
| 5.  | 11 de febrero de 2024    | Mumbai   | Dura          | Sabrina Santamaria | Arianne Hartono Prarthana Thombare | 6-4, 6-3         |

#### Finalista (3)
| N.º | Fecha                    | Torneos     | Superficie | Pareja            | Oponentes                          | Resultado        |
| --- | ------------------------ | ----------- | ---------- | ----------------- | ---------------------------------- | ---------------- |
| 1.  | 12 de noviembre de 2017  | Hua Hin     | Dura       | Irina Khromacheva | Duan Yingying Wang Yafan           | 3-6, 3-6         |
| 2.  | 26 de noviembre de 2017  | Mumbai Open | Dura       | Irina Khromacheva | Victoria Rodríguez Bibiane Schoofs | 5-7, 6-3, [7-10] |
| 3.  | 17 de septiembre de 2019 | Taipei      | Carpet (i) | Danka Kovinić     | Lee Ya-hsuan Wu Fang-hsien         | 6–4, 4–6, [7–10] |
| 4.  | 25 de septiembre de 2021 | Columbus    | Dura (i)   | Nuria Párrizas    | Wang Xinyu Saisai Zheng            | 1–6, 1–6         |